# Parafia Najświętszej Maryi Panny Królowej Aniołów w Popielowie
Parafia Najświętszej Maryi Panny Królowej Aniołów – rzymskokatolicka parafia położona przy ulicy Kościuszki 10 w Popielowie. Parafia należy do dekanatu Siołkowice w diecezji opolskiej. 

## Historia parafii
W 1858 roku, na terenie Popielowa, została utworzona lokalia z własnym duszpasterzem. Utworzenie parafii datowane jest na 27 grudnia 1858 roku. Prowadzą ją księża diecezjalni.
Proboszczem parafii jest ks. Alojzy Jezusek.

## Zasięg parafii
Parafię zamieszkuje 1950 osób, swym zasięgiem duszpasterskim obejmuje ona:
- Popielów,
- Kolonia Popielowska,
- Lubienia,
- Wielopole.

### Inne kościoły, kaplice i domy zakonne
- Kościół cmentarny Matki Boskiej i św. Andrzeja w Popielowie – kościół filialny,
- Kościół św. Maksymiliana Marii Kolbego w Lubieni – kościół filialny,
- dom zakonny Zgromadzenie Sióstr św. Elżbiety (CSSE) w Popielowie,
- kaplica w klasztorze Zgromadzenia Sióstr św. Elżbiety.

## Proboszczowie po 1945 roku
- ks. Franciszek Cyris (1945–1958)[3]
- ks. Tomasz Szymała (1958–1979)[3]
- ks. Bronisław Łabuda (1980–1999)[3]
- ks. Alojzy Jezusek (od 1999)[3]